# Drvenasta mlječika
Drvenasta mlječika (drvolika mlječika, lat. Euphorbia dendroides), mediteranski grm iz porodice mlječikovki. raširen je po cijelom Mediteranu, uključujući i Kanare. Raste i u Hrvatskoj.